# ایر کاسای
ایر کاسای (به انگلیسی: Air Kasaï) یک شرکت هواپیمایی است که در تاریخ ۱۹۸۳ میلادی تأسیس شده است. دفتر مرکزی ایر کاسای در کینشاسا، جمهوری دموکراتیک کنگو واقع شده‌است و قطب این شرکت هواپیمایی در فرودگاه ان دولو قرار دارد و به ۲۱ مقصد، پرواز انجام می‌دهد.